# Carlo Giuliano Betti
Carlo Giuliano Betti ist ein italienischer Filmregisseur und Drehbuchautor.
Betti führte Regie in den 1988 bzw. 1992 nach eigenen Drehbüchern entstandenen Werken Kafka: la colonia penale mit Franco Citti in der Hauptrolle, der erst 1995 und in nur äußerst limitierter Verbreitung aufgeführt wurde, sowie beim Animationsfilm Orlando Furioso.